# Angara
|  | For løfteraketten af samme navn, se Angara (raket) |
Angara (russisk: Ангара́, tr. Angará) er en 1.779 km lang flod i Irkutsk oblast og Krasnojarsk kraj i Rusland. Den løber ud fra Bajkalsøen, og er den største biflod til Jenisej.

## Vandkraft
Floden har et stort vandkraftpotentiale. Der er en række vandkraftværker  i floden: 
- Irkutsk (1958)
- Bratsk (1967)
- Ust Ilimsk (1977)
- Bogutsjansk (ikke færdig)
- Motyginsk (ikke færdig)

Bratsk vandkraftværk er et af de største i verden (ca. 4.500 MW), og det tilhørende Bratskreservoiret er en af verdens største kunstige søer. Reservoiredæmningen er 127 meter høj. Irkutsk vandkraftværk har en ydelse på 660 MW.